# Лека Зогу
Лека Зогу (алб. Leka Zogu; нар. 5 квітня 1939, Тирана, Албанське королівство — пом. 30 листопада 2011, Тирана, Албанія) — албанський державний діяч, у 1961–2011 роках — король у вигнанні.

## Дитинство
Народився за два дні до окупації італійськими військами Албанії. Коли почався штурм Тирани, батьки відвезли його з країни. «Зайшли в кімнату государині — навколо білизна. Дитинчати не було» — згадував Беніто Муссоліні.

## Життя в еміграції
Він був вихований в Греції, Єгипті та Великій Британії, навчався в Парижі в Сорбонні, після закінчення якої він жив в Іспанії і в Родезії (нині Зімбабве).
Після смерті свого батька, 9 квітня 1961 був проголошений королівським урядом у вигнанні «Лека I, король албанців» і коронований в Парижі. У 1975 році він одружився з австралійкою в Біарріці, Сьюзен Каллен-Ворд, відомою як королева Сьюзен. У пари був син, Лека Анвар Зогу, відомий як Лека II.
Після закінчення апартеїду на початку 80-х років, він переїхав до Південної Африки, де працював бізнес-брокером у Йоганнесбурзі та Кейптауні.
У 1993 році він в перший раз зміг повернутися до Албанії, де його зустрів невеликий натовп у близько 500 чоловік. У 1997 році був проведений референдум щодо реставрації в країні монархії (проти — 65 % албанців).
Лека став брати участь в албанському політичному житті, за підтримки Руху за законність, а пізніше був главою Руху національного розвитку. У лютому 2006 року він оголосив про свій відхід з суспільного життя і політики.

## Смерть
Помер 30 листопада 2011 року в лікарні Матері Терези (Тирана). Похований поруч зі своєю дружиною і матір'ю на громадському кладовищі Шарра в передмісті Тирани.